# Tweede Kamerverkiezingen in het kiesdistrict Dokkum (1888-1918)

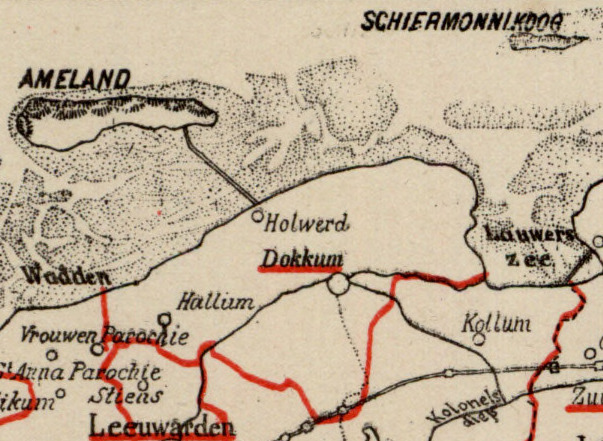
Kiesdistrict Dokkum (1888)

Tweede Kamerverkiezingen in het kiesdistrict Dokkum (1888-1918) geeft een overzicht van verkiezingen voor de Nederlandse Tweede Kamer in het kiesdistrict Dokkum in de periode 1888-1918.
Het kiesdistrict Dokkum was al ingesteld in 1850. De indeling van het kiesdistrict werd gewijzigd na de grondwetsherziening van 1887; tevens werd het kiesdistrict toen omgezet in een enkelvoudig district. Tot het kiesdistrict behoorden vanaf dat moment de volgende gemeenten: Ameland, Dantumadeel, Dokkum, Ferwerderadeel, Oostdongeradeel, Schiermonnikoog en Westdongeradeel.
Het kiesdistrict Dokkum vaardigde in dit tijdvak per zittingsperiode één lid af naar de Tweede Kamer. 
Legenda
- cursief: in de eerste verkiezingsronde geëindigd op de eerste of tweede plaats, en geplaatst voor de tweede ronde;
- vet: gekozen als lid van de Tweede Kamer.

## 6 maart 1888
De verkiezingen werden gehouden na vervroegde ontbinding van de Tweede Kamer.
|                           | 6 maart |
| ------------------------- | ------- |
| Kiesgerechtigden          | 3.095   |
| Opkomst                   | 2.833   |
| Geldige stemmen           | 2.820   |
| Blanco stemmen            | 9       |
| Kandidaten                |         |
| U.H. Huber                | 1.420   |
| W.J. van Welderen Rengers | 1.328   |
| J.A. Nieuwenhuis          | 64      |

## 9 juni 1891
De verkiezingen werden gehouden na ontbinding van de Tweede Kamer.
|                  | 9 juni |
| ---------------- | ------ |
| Kiesgerechtigden | 3.068  |
| Opkomst          | 2.693  |
| Geldige stemmen  | 2.685  |
| Blanco stemmen   | 8      |
| Kandidaten       |        |
| U.H. Huber       | 1.363  |
| A. Kerdijk       | 1.174  |
| J. Stoffel       | 143    |

## 10 april 1894
De verkiezingen werden gehouden na vervroegde ontbinding van de Tweede Kamer.
|                  | 10 april | 24 april |
| ---------------- | -------- | -------- |
| Kiesgerechtigden | 3.030    | 3.030    |
| Opkomst          | 2.440    | 2.519    |
| Geldige stemmen  | 2.422    | 2.486    |
| Blanco stemmen   | 15       | 24       |
| Kandidaten       |          |          |
| E. Schaafsma     | 1.027    | 1.329    |
| P. van Vliet     | 1.008    | 1.157    |
| U.H. Huber       | 380      |          |

## 15 juni 1897
De verkiezingen werden gehouden na ontbinding van de Tweede Kamer.
|                    | 15 juni | 25 juni |
| ------------------ | ------- | ------- |
| Kiesgerechtigden   | 5.279   | 5.279   |
| Opkomst            | 4.094   | 4.745   |
| Geldige stemmen    | 4.047   | 4.722   |
| Blanco stemmen     | 47      | 23      |
| Kandidaten         |         |         |
| E. Schaafsma       | 1.650   | 2.418   |
| H. Pollema         | 1.969   | 2.304   |
| O.Q. van Swinderen | 225     |         |
| J. Doornbosch      | 203     |         |

## 14 juni 1901
De verkiezingen werden gehouden na ontbinding van de Tweede Kamer.
|                  | 14 juni |
| ---------------- | ------- |
| Kiesgerechtigden | 5.872   |
| Opkomst          | 4.963   |
| Geldige stemmen  | 4.913   |
| Blanco stemmen   | 50      |
| Kandidaten       |         |
| R. van Veen      | 2.836   |
| E. Schaafsma     | 1.420   |
| G.W. Melchers    | 657     |

## 16 juni 1905
De verkiezingen werden gehouden na ontbinding van de Tweede Kamer.
|                  | 16 juni |
| ---------------- | ------- |
| Kiesgerechtigden | 7.199   |
| Opkomst          | 6.548   |
| Geldige stemmen  | 6.507   |
| Blanco stemmen   | 41      |
| Kandidaten       |         |
| R. van Veen      | 3.556   |
| E. Schaafsma     | 2.362   |
| A. van der Heide | 589     |

## 11 juni 1909
De verkiezingen werden gehouden na ontbinding van de Tweede Kamer.
|                  | 11 juni |
| ---------------- | ------- |
| Kiesgerechtigden | 7.597   |
| Opkomst          | 6.523   |
| Geldige stemmen  | 6.461   |
| Blanco stemmen   | 62      |
| Kandidaten       |         |
| R. van Veen      | 3.676   |
| K.de Vries Szn.  | 2.265   |
| A. van der Heide | 520     |

## 17 juni 1913
De verkiezingen werden gehouden na ontbinding van de Tweede Kamer.
|                   | 17 juni |
| ----------------- | ------- |
| Kiesgerechtigden  | 8.144   |
| Opkomst           | 7.676   |
| Geldige stemmen   | 7.624   |
| Blanco stemmen    | 52      |
| Kandidaten        |         |
| R. van Veen       | 4.096   |
| J. Sibinga Mulder | 2.937   |
| P.J. Troelstra    | 591     |

## 15 juni 1917
De verkiezingen werden gehouden na ontbinding van de Tweede Kamer.
|                  | 15 juni |
| ---------------- | ------- |
| Kiesgerechtigden | 8.650   |
| Kandidaten       |         |
| R. van Veen      |         |

De zeven in de vorige Tweede Kamer vertegenwoordigde partijen hadden afgesproken in elkaars kiesdistricten geen tegenkandidaten te stellen. Van Veen was derhalve de enige kandidaat; hij werd zonder nadere stemming gekozen verklaard.

## Opheffing
De verkiezing van 1917 was de laatste verkiezing voor het kiesdistrict Dokkum. In 1918 werd voor verkiezingen voor de Tweede Kamer overgegaan op een systeem van evenredige vertegenwoordiging met kandidatenlijsten van politieke partijen.